# I draghi dell'alba di primavera
I draghi dell'alba di primavera (titolo originale Dragons of Spring Dawning) è un romanzo fantasy scritto da Margaret Weis e Tracy Hickman e pubblicato per la prima volta nel 1985 in America dalla TSR. È il terzo romanzo della trilogia delle Cronache di Dragonlance. Meno scanzonato dei precedenti il romanzo riprende il tema dell'amicizia, mai abbandonato del tutto, nel momento in cui la fiducia viene tradita.
La trama è basata sulla versione romanzata dei moduli di avventura per il gioco di ruolo Dungeons & Dragons della serie DL, pubblicato anch'esso dalla TSR.

## Trama
Sono passati mesi dall'inizio della Guerra delle Lance. Ciò che minaccia Krynn è ormai una vera e propria guerra che rischia di portare alla conquista del mondo da parte degli eserciti dei Signori dei Draghi. Gli Eroi delle Lance, divisi ormai in due gruppi, si trovano ad affrontare gravi pericoli, in una battaglia ben più dura di quella che si può ingaggiare con un esercito, mentre alcuni devono anche fare i conti con la parte oscura del loro animo.
A Flotsam la primavera si sta avvicinando. Tanis Mezzelfo, dopo aver passato quattro giorni con la Signora dei Draghi Kitiara, sua vecchia amante, torna dai suoi compagni, che non sanno nulla di dove egli sia stato. Tanis convince gli altri a lasciare Flotsam al più presto, nonostante la tempesta che flagella la città ed a partire per Kalaman a bordo della nave Perechon. Ma mentre la nave si allontana dal porto, Kitiara, sul dorso del suodrago blu, Skie, si lancia al loro inseguimento. Kitiara, infatti, ha scoperto che il timoniere della Perechon, Berem, non è altro che l'Uomo dalla Gemma Verde, che la Regina delle Tenebre sta cercando con tutte le sue forze perché è il segreto per la vittoria della guerra. Berem si nasconde da tempo sulla nave, e, terrorizzato dalla vista del drago, conduce deliberatamente la nave al centro del Mare di Sangue di Istar, evitando che Kitiara riesca a catturarlo, ma condannando a morte se stesso e i compagni nel vortice del maelstrom, prima di sprofondare per sempre nelle acque rosse di quegli abissi. Sottocoperta, intanto, Raistlin decide di usare il globo dei draghi che ha preso a Silvanesti per teleportartsi lontano dalla nave, ormai condannata. Sotto gli occhi attoniti di Tanis e Caramon, il mago rivela a Tanis come durante la sua Prova lui abbia deliberatamente ucciso un'immagine illusoria di suo fratello, prima di svanire assieme al globo, abbandonando il fratello e i compagni al loro destino. Sballottata dalle acque, con le vele a brandelli, la nave affonda nel maelstrom trascinando con sé il dolore di Caramon per l'ultimo, definitivo tradimento del gemello, e lo sgomento ma soprattutto il pentimento di Tanis, per aver rivelato a Kitiara di avere visto Berem a Flotsam e per aver mentito ai suoi amici su dove fosse stato nei quattro giorni passati lontano dalla locanda.
Intanto, a Palanthas, viene celebrata l'eroica vittoria dei Cavalieri di Solamnia alla Torre del Sommo Chierico, mentre Laurana, con un'abile manovra politica da parte di Lord Gunthar, è stata proclamata Generale delle residue truppe dei Cavalieri di Solamnia.  La città di Palanthas nomina Laurana anche comandante del proprio esercito. In quel mentre, sagome di draghi solcano il cielo sopra Palanthas, gettando la popolazione nel panico. Solamente quando essi atterrano, Laurana, Tasselhoff e Flint si rendono conto che si tratta di draghi metallici, d'oro e d'argento. Essi sono stati condotti da, Gilthanas e Silvara, tornati dal viaggio che avevano intrapreso  verso Sanction, con alcune terribili novità: essi hanno infatti scoperto che i draconici, dei quali la Regina Oscura si serve per i suoi loschi piani, sono stati creati corrompendo orribilmente le uova dei draghi buoni, che Takhisis aveva giurato di non toccare in cambio della non partecipazione dei draghi metallici alla guerra. Con questa orribile verità, i due sono riusciti a convincere i draghi metallici a infrangere il giuramento che li vincolava a non partecipare alla guerra.
Laurana quindi guida il suo esercito in un'offensiva di successo, sconfiggendo gli eserciti dei draghi in una serie di battaglie e liberando gran parte di Solamnia. Laurana, durante questa campagna, diventa nota come il Generale Dorato, un simbolo di speranza per tutto il popolo di Solamnia, la cui bellezza e  coraggio ispirano le sue truppe. L'esercito di Laurana libera la città chiave di Kalaman che onora Laurana in una celebrazione di un giorno.
Kitiara però riesce a ingannare Laurana, facendole credere tramite un messaggio menzognero che Tanis sia con lei, moribondo per aver ricevuto una ferita durante una battaglia mentre serviva, al suo fianco, negli eserciti di Takhisis, e che desideri averla al suo fianco durante le ultime ore di vita. La Signora dei Draghi le propone pertanto di scambiare Tanis con Bakaris, un comandante degli eserciti di Kitiara (nonché suo amante) che Tas ha catturato nel corso dell'ultima battaglia. Nonostante Tas e Flint la avvertano che si possa trattare di una trappola, Laurana accetta di recarsi nel luogo stabilito per lo scambio. Qui trova Gahkan, un draconico sivak che opera come spia e agente speciale di Kitiara. Gahkan e Bakaris quindi trasportano Laurana (insieme a Tasslehoff e Flint, che hanno insistito per accompagnarla) a Dargaard Keep, dove Bakaris fa perdere i sensi a Flint e poi tenta di violentare Laurana. Tasslehoff viene in sua difesa, e nella lotta che ne segue, Laurana riesce ad uccidere Bakaris. Il Cavaliere della Morte servitore di Kitiara, Lord Soth, appare quindi e usa la sua magia per catturare Laurana.  Questi la porta a Neraka, covo della Regina Oscura.
Intanto, Tanis e i suoi compagni, compreso Berem, sono finiti sul fondo del Mare di Sangue di Istar, salvati dagli elfi marini e portati nelle rovine dell'antica città, dove ricevono aiuto da Zebulah, un Mago dalle Vesti Rosse che vive lì per amore dell'elfa del mare Apoletta. Mentre Caramon, ancora sconvolto per l'abbandono di Raistlin, vive qualche breve attimo di intimità con Tika, Tanis riesce a convincere proprio Apoletta a riportarli in superficie per continuare la battaglia.
Ma, giunti a Kalaman, i compagni trovano la cittadinanza prostrata dall'angoscia e con orrore vengono a sapere del rapimento dell'amatissimo Generale Dorato, Laurana, di cui Tanis  è l'indiretto responsabile. Per cercare di salvare, se non la vita di Laurana, almeno le sorti della guerra, gli amici si muovono verso Neraka, dove si trova il nuovo tempio della Regina Oscura. Per strada, gli eroi raccolgono di nuovo Fizban, che li aiuta ad arrivare alla città maledetta. Mentre gli Eroi si trovano a Godshome, il vecchio nano Flint, amico fidato di Tanis, viene stroncato da un attacco cardiaco e muore serenamente, accompagnato da Fizban, e accorgendosi per primo della vera natura del vecchio mago.
Giunto a Neraka, il gruppo viene nuovamente diviso: dopo avere tentato di introdursi in città con uno stratagemma (Tanis e Caramon, camuffati da ufficiali dell'esercito draconico, fungono da "scorta" per tre "prigionieri"), i compagni vengono arrestati per diserzione, ma, mentre Tanis, riuscito a liberarsi viene riconosciuto da Kitiara che lo porta via con sé in parata, Caramon, Tika, Berem e Tas vengono gettati in prigione. Prima della presentazione di quella sera, in cui Laurana verrà offerta in dono alla Regina delle Tenebre, Tanis svela a Kitiara la sua volontà di salvare Laurana e propone se stesso in cambio della fanciulla elfica. Kitiara dapprima lo deride, ma poi lascia intuire di essere disposta a cedere Laurana. L'unica cosa che sembra interessarle è mettere le mani sulla Corona del Potere che garantisce a chiunque la possieda il comando assoluto degli Eserciti dei Draghi e che appartiene a Lord Ariakas.
Nelle segrete del tempio, intanto, Gakhan, è stato mandato a recuperare l'Uomo Eterno, ma questi lo uccide con la sua forza sovrumana e poi scappa nei sotterranei, inseguito da Caramon che tenta di fermarlo dalla sua strenua ricerca della Pietra della Fondazione. Nel frattempo, Tika e Tas fanno da esca ed attirano gli inseguitori dalla parte sbagliata, ma mentre cercano di scassinare una porta per uscire all'esterno del tempio, si avvera ciò che avevano già visto nell'incubo di Silvanesti: Tika infatti, viene ferita gravemente da un draconico, e Tasslehoff fa scattare inavvertitamente una trappola nella serratura della porta, e viene punto da un ago avvelenato.
Caramon e Berem, guidati dalla voce della sorella che l'Uomo Eterno sembra sentire più forte ad ogni istante, giungono infine nelle profondità dei sotterranei del tempio, in prossimità della colonna dalla quale trecento anni prima Berem ha scalzato la gemma. Ma li attende un ultimo guardiano, il redivivo Raistlin, passato alle Vesti Nere.
Tanis, intanto, presta giuramento davanti alla Regina delle Tenebre per servirla in eterno, seguendo le istruzioni di Kitiara, e si accinge a giurare fedeltà al comandante degli Eserciti dei Draghi Ariakas. Ma sentendo nelle sue orecchie la voce di Raistlin che gli infonde coraggio e si offre di aiutarlo, il mezzelfo attua il suo piano per salvare Laurana, e così, dopo che Raistlin ha distrutto la barriera magica che proteggeva Ariakas, lo pugnala a morte e gli ruba la Corona, scagliandola tra la folla. Nel parapiglia che segue, Laurana e Tanis riescono a fuggire anche grazie all'aiuto proprio di Kitiara, ma d'un tratto l'intera struttura del tempio comincia a tremare orribilmente, a causa di Raistlin che, tradendo la Regina delle Tenebre, ha permesso a Berem di scagliarsi contro la colonna ingioiellata, provocando la morte dell'Uomo Eterno e la sconfitta di Takhisis.
Nella fuga precipitosa dei due fratelli, Raistlin trova il modo di ripagare il debito con i suoi vecchi amici aiutando Tasslehoff, che è ad un passo dalla morte per colpa del veleno. Dopo aver aiutato il fratello e gli ex compagni a fuggire, e una volta giunti all'esterno, nonostante Caramon scongiuri Raistlin con tutte le sue forze di portarlo con sé, i gemelli si separano, e Raistlin vola via sul dorso del drago verde Cyan Bloodbane, chiamato e soggiogato grazie al potere del Globo dei Draghi.
L'ultima benedizione ai compagni viene data da Fizban, che li attende serenamente vicino al tempio distrutto, e che si rivela essere niente meno che il potente dio Paladine, supremo avversario della Regina Oscura. La Guerra delle Lance è dunque terminata, l'equilibrio tra il Bene e il Male è ormai ristabilito, e i compagni possono finalmente rilassarsi: Caramon e Tika meditano di tornare a ricostruire Solace, dopo la distruzione avvenuta durante l'inverno, mentre Laurana e Tanis si riscoprono indissolubilmente uniti.
Intanto, a Palanthas, durante una notte e vicino all'alba, Raistlin Majere, passato ormai alle Vesti Nere, e divenuto con la morte di Ariakas il mago più potente di Krynn, si avvicina alla Torre dell'Alta Stregoneria. Ad un suo cenno la maledizione cessa di uccidere per la prima volta da trecento anni, le porte si schiudono e il signore del passato e del presente è l'unico a poter passare ed entrare all'interno della Torre. Così Raistlin, con il potere che gli è stato conferito da Fistandantilus, si insedia definitivamente nella Torre dell'Alta Stregoneria.

## Edizioni
- Margaret Weis e Tracy Hickman, I draghi dell'alba di primavera, traduzione di Stefano Negrini, collana Armenia, Armenia Editore, 1989,  p. 390, ISBN 88-344-1017-3.